# Regió d'Escítia

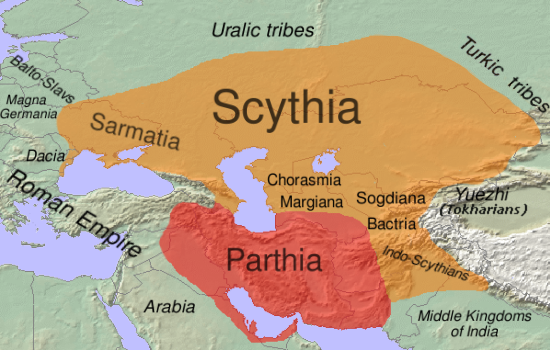
Extensió aproximada d'Escítia i Sarmàcia al

La regió coneguda com a Escítia va ser un regne creat pels escites a l'Estepa Pòntica que va durar del segle vi aC al segle III aC.

## Nom
El nom li van donar grecs i romans. Escyth era un terme sàrmata i traci introduït a la llengua grega. Els escites es deien a si mateixos scoloti, segons Heròdot. Els perses els anomenaven saces (sacae). Els escites eren una branca dels sàrmates, com els eslaus i part dels germànics. Les tribus anomenades escites segurament no ho eren totes inicialment, però progressivament el nom es va estendre a molts pobles i tribus. Els tibiaques (llatí tybiacae) van ser un poble d'Escítia, a la riba del Rha.
Els primers grups escites són esmentats per Homer i Hesíode sota els nom d'abii, glactophagi i hippemolgi. Heròdot parla dels escites de més enllà del Danubi. També diu que els massàgetes van emigrar i que van pressionar els escites i aquests els cimmeris, i van entrar al Bòsfor i a Àsia (Mèdia i Àsia Menor).

## Extensió
El territori del regne escita de l'Estepa Pòntica s'estenia des del riu Don a l'est fins al riu Danubi a l'oest, i cobria el territori de l'estepa sense arbres situada immediatament al nord de la costa del mar Negre; atès que el període escita corresponia al període de l'edat climàtica subatlàntica humida, el clima a la regió del Pòntic nord era més humit en comparació amb el període modern i, en conseqüència, l'Escítia era una regió humida i boirosa, mentre que els límits nord de l'estepa estaven més al sud del seu límit actual.
Gràcies a aquestes condicions climàtiques favorables, l'herba creixia abundantment a l'estepa sense arbres, la qual cosa permetia als escites nòmades criar grans ramats de bestiar i cavalls en la regió del riu Dnipro inferior al voltant del territori de l'actual Kherson. Les valls més al nord al llarg del riu, estaven cobertes de boscos i les condicions a les terres del sud situades prop de les costes del mar Negre eren propícies per dedicar-se a l'agricultura.

## Emporis
Els escites van establir un empori al Boristenes (Dnièper) prop de la costa; a l'oest tenien els callipidae, al nord-oest els alazones, i al nord els scythae aroteres, més al nord els neuri, i encara més al nord la "terra desconeguda". Tots eren grups considerats escites. A l'est del Boristenes hi havia els escites agricultors fins a Panticapea, i al nord els andròfags que no eren escites, i encara més al nord terra desconeguda. El Baix Dniper era una zona comuna dels escites nòmades i dels agricultors.

## Escites reials
Quan els escites van construir palaus van ser coneguts com a escites reials. La zona principal n'era al sud d'Ucraïna fins a Crimea i se suposa que el centre comercial anomenat Kremni, al Palus Maeotis, els pertanyia. Al nord dels escites reials hi havia els melanchlaeni ('barrets negres', nom equivalent a karakalpak), que no eren escites, i més enllà terra desconeguda. A l'est del Don les tribus eren anomenades sàrmates i no escites.

## Rius
- Ister (Danubi)
- Tyras (Dnièster)
- Hypanis (Bug)
- Boristenes (Borysthenes = Dnièper)
- Panticapes
- Hypacyris
- Gerrhus
- Tanais (Don)
- Puretos (en llengua escita: Porata)
- Tirantos
- Araros
- Naparis
- Ordessos
- Maris (modern Mureș)

## Història
Els escites eren un poble nòmada que vivia a l'Àsia central. Cap al segle vii aC els van atacar els massàgetes que els van expulsar de les seves terres. En el regnat de Ciaxares de Mèdia i de Sadiates de Lidia els nòmades escites van envair la regió dels cimmeris, probablement al Caucas nord, als que van expulsar cap al sud.
Els cimmeris van ocupar Sardes en temps del rei Ardis II (629 aC) però el seu fill Aliates II els va expulsar. Els escites es van dirigir a Mèdia i Ciaxares va haver de deixar el setge de Nínive, però va ser derrotat i durant uns 28 anys els cimmeris es van passejar per la regió. D'allí van passar a Egipte, dirigits pel rei Màdies. El faraó Psamètic I els va pagar tribut. A la tornada van passar per Ascaló. Els medes els van derrotar cap a l'any 596 aC i els van expulsar cap al sud de Rússia. Sembla que es van barrejar amb els cimmeris i que van donar a les tribus no escites de la zona el nom de sàrmates.
No tots els escites, però, van sortir del país. Una part encara era a Mèdia l'any 590 aC i alguns van ser protegits per Ciaxares de Mèdia fins que, com que no canviaven els seus hàbits, en algun acte de crueltat els va expulsar i es van haver de refugiar amb Aliates de Lídia, que va refusar el seu lliurament, cosa que va portar a la guerra (ja sota Cressos, fill d'Aliates) amb els medes, guerra que va acabar amb la Batalla de l'Eclipsi o de l'Halis l'any 585 aC.
Els escites del sud de Rússia es van convertir en part en sedentaris, mentre que una altra part va seguir els seus costums nòmades. Darios va envair, potser l'any 513 aC, els dominis escites al nord de Tràcia. Els gelons, budins i sauròmates (sàrmates) es van unir als escites contra el rei persa, mentre que els agatirsos, neuri, androphagi, melanchlaeni, i tauri no es van sumar a l'aliança. Els tres aliats estaven dirigits per tres reis: Scopasis, Ianthyrsus, i Taxacis, que defensaven un territori cadascú; van cremar les collites i van enverinar l'aigua per dificultar l'avanç dels perses. Les fronteres del Danubi i del Don van ser llocs de lluita: els budins van ser els primers atacats i els perses van incendiar la seva ciutat de fusta. Llavors, Darios es va traslladar al sud i a l'oest, passà pel territori dels melanchlaeni, neuri, i agatirsos (els agatirsos vivien a Transsilvània a la regió del riu Mureș); finalment, els perses, molt mal abastits, van decidir retirar-se al Danubi, però els escites es van anticipar i es van apoderar dels ponts. El general joni Miltiades va aconsellar de fer un acord amb els escites. I es va signar un acord pel qual els perses podien tornar a Tràcia.
Tucídides esmenta els getes com una branca dels escites i diu que vivien al nord de les muntanyes Haemos de Tràcia, i a la frontera amb els escites. Filip II de Macedònia va combatre al nord de les muntanyes Haemos (on va caure ferit) i Alexandre el Gran va derrotar els getes i va destruir una ciutat, però es va retirar tot seguit.
Lisímac de Tràcia va creuar el Danubi, però els getes el van derrotar i va deure la vida a la generositat del rei geta Dromiquetes (312 aC).
El regne del Bòsfor centrat a Panticapea també tenia els escites com a veïns i era centre d'un actiu comerç entre escites i grecs, que incloïa gra i esclaus. Les ciutats gregues eren de vegades independents i de vegades pagaven tribut als sobirans escites. Parisades del Bòsfor, un rei amb nom escita, va governar sobre els meotes, és a dir, sindi, oraeti, dandarii, thetes, i d'altres.
A partir de l'establiment de l'Imperi Romà, els escites deixen de ser esmentats sota aquest nom i se'ls anomena sàrmates, dacis o tracis. Els huns i els àvars van tenir una important aportació escita.